# Vaccinium microcarpum
Vaccinium microcarpum là một loài thực vật có hoa trong họ Thạch nam. Loài này được (Turcz. ex Rupr.) Schmalh. miêu tả khoa học đầu tiên năm 1871.